# Poděbradský dub
Poděbradský dub byl mohutný památný strom – pravděpodobně dub letní, který rostl na bývalém popravišti v Poděbradech. Strom zanikl koncem 18. století a na místě popraviště dnes stojí kostel Nanebevzetí Panny Marie, lidově zvaný Havířský kostelík. Dub je známý především podle pověsti o popravě deseti nevinných havířů, která byla napsána podle skutečné události.

## Historie a pověsti
Kutnohorští havíři se na konci 15. století neměli dobře, o výdělek je nepoctivě připravovali úředníci a havíři neměli dovolání ani v místě, ani v Praze. Roku 1494 se vzbouřili proti perkmistrům, ale situace byla urovnána po dobrém. Situace se opakovala znovu v roce 1496, kdy byl král Vladislav Jagellonský mimo zemi. 13. července 1496 vytáhlo 6000 ozbrojených havířů z města na vrch Špimberk u Kaňku. Nakonec se ale, pod příslibem spravedlivého soudu, vzdali. 13 z nich bylo zajato a mučeno v Poděbradech a místní hejtman, který byl zřejmě podplacen horními pány, namísto slíbené přímluvy poslal králi list, kde havíře vylíčil ve špatném světle.
Na základě této zprávy přikázal král vzbouřence potrestat. 5. srpna bylo havířům oznámeno, že jsou odsouzeni na smrt. Protože tehdejší právo neumožňovalo realizovat více než 10 poprav v jednom městě, byli 3 z havířů přesunuti k vykonání rozsudku na Křivoklát.
Když začala poprava v Poděbradech, promluvil podle pověsti jeden z havířů: „Zrádný hejtmane, slíbil jsi nám na čest a víru, že nám zjednáš právo a slyšení u krále, ale slovo jsi zrušil a nás zradil.“ Klečící havíř poté zvolal, aby Bůh na znamení jejich neviny seslal déšť. Po popravě začalo pršet a po devět dní a nocí neustalo.
Podle záznamů odmítl městský kat popravit nevinné, takže veškerá práce zůstala na katovi ze zámku. Ten stínal hlavy, až krev stříkala na větve starého dubu, který u popraviště stál. Deset těl bylo pohřbeno do připravené jámy. Když byl král Vladislav zpraven o celé situaci, vydal z Uher 4. září příkaz k zahájení mimořádného soudu (podle některých pověstí jeden z křivoklátských havířů uprchl a postaral se, aby byl král informován). Soud už sice mrtvým havířům nepomohl, ale potrestal viníky.
Na starém dubu u popraviště, prý jako symbol neviny, začaly růst žaludy, které měly podobu těl havířů v kápích. Lidé věřili v jejich čarovnou moc a uchovávali je jako ochranné talismany. Někteří je nechávali zasazovat i do stříbra. Adolf Wenig ve 30. letech 20. století uváděl, že se ještě několik takových dochovalo. Nějaké by měly být uchovány i v poděbradském muzeu.
Roku 1516 nechal pražský měšťan Ondřej Prachovec na místě vystavět zmíněný kostel, který v letech 1665–1666 nahradil novější barokní kostelík. Památný dub zasáhl blesk roku 1777, definitivně vzal strom za své v roce 1784. Podobné žaludy prý rostly i na dubu u vsi Kluk, kudy byli nevinní havíři vedeni. Ten zanikl roku 1842.

### Umění a literatura
Pověst o Poděbradském dubu zaznamenali spisovatelé Adolf Wenig a Alois Jirásek, který jej zmiňoval i ve svých pamětech. Graficky jej zachytil Josef Wenig (kresba výše), bratr Adolfa Weniga.
- WENIG, Adolf. České pověsti. Praha: L. Mazáč, 1932.
- JIRÁSEK, Alois. Domů a jiné obrázky. Praha: J. Otto, 1897.